# Valréas (côtes-du-rhône villages)
Pour la commune, voir Valréas.
Le valréas, ou côtes-du-rhône-villages Valréas, est un vin produit sur la commune de Valréas, dans le département de Vaucluse.
Il s'agit d'une des 21 dénominations géographiques au sein de l'appellation d'origine contrôlée côtes-du-rhône-villages, dans la partie méridionale du vignoble de la vallée du Rhône.

## Histoire

### Moyen Âge
L'origine de Valréas remonte au début de l'empire de Charlemagne vers le IXe siècle. Un dénommé Valerius s'installa sur les bords de la Coronne et donna son nom à ce lieu Valeriacum. C'est la jonction de ce grand domaine, érigé sur la butte sur laquelle est construite la ville actuelle, avec un prieuré dédié à saint Vincent, patron des vignerons, rattaché à l'abbaye de Cruas, qui donna naissance à l'agglomération.
En 1317, le pape Jean XXII, devenu friand des vins de ce terroir, acheta Valréas à Humbert de Montauban. Benoît XII fonde la Judicature du Haut-Comtat en 1334 et y rattacha Valréas.

### Période moderne
En 1562, la ville est prise et pillée par le baron des Adrets et ses défenseurs sont massacrés.
Possessions pontificales, Avignon et le Comtat Venaissin furent rattachés à la France le 14 septembre 1791. Le 12 août 1793 fut créé le département de Vaucluse, constitué des districts d'Avignon et de Carpentras, mais aussi de ceux d'Apt, d'Orange et de Sault. En 1800, il y eut modification des limites départementales, Suze-la-Rousse étant rattachée à la Drôme, ce qui eut pour conséquence l'enclavement du canton vauclusien de Valréas, devenu dès lors l'Enclave des Papes.

### Période contemporaine

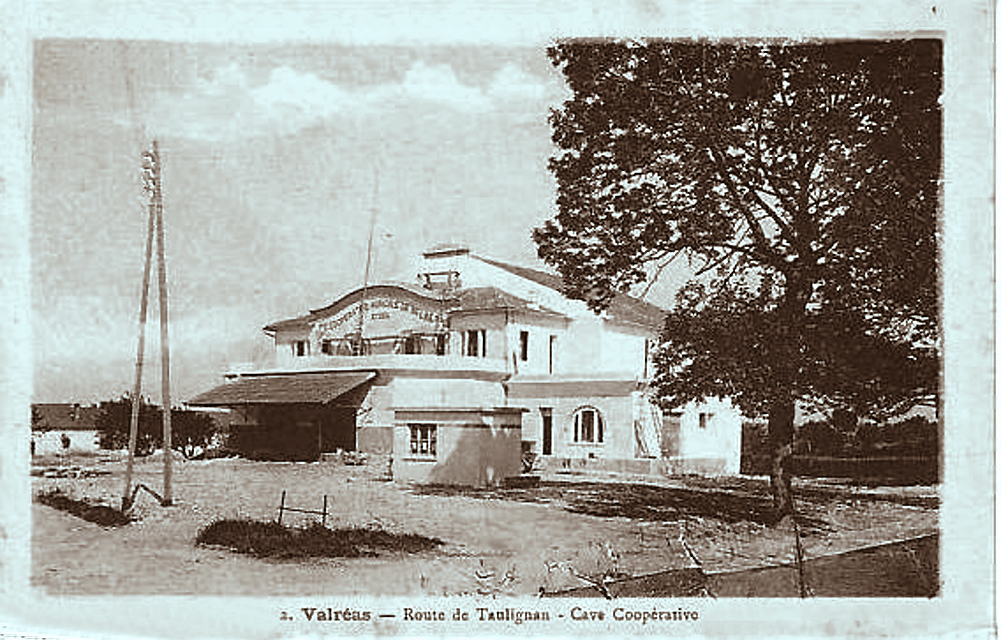
Cave coopérative des vignerons de Valreas

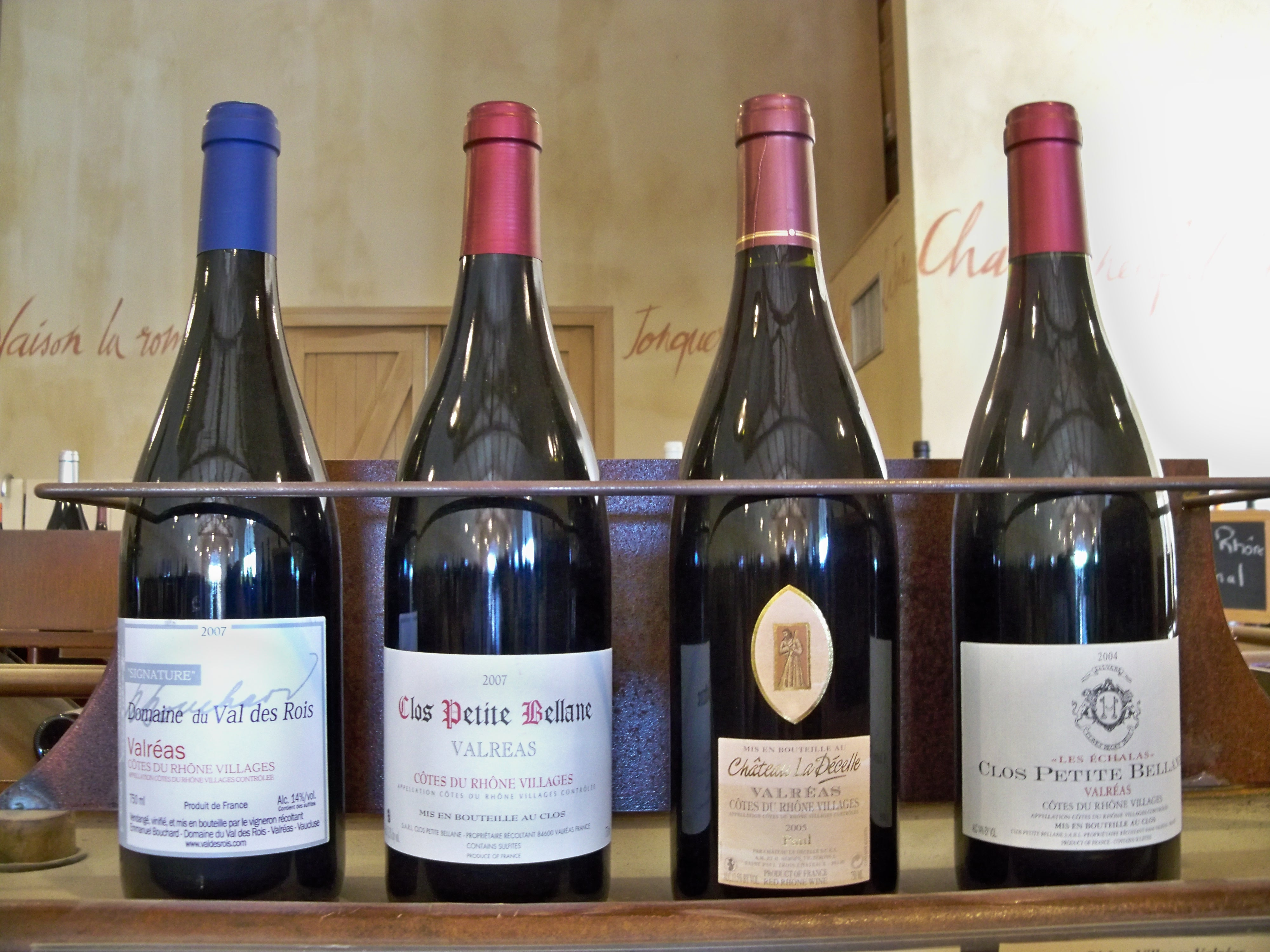
Bouteilles de Valréas côtes-du-rhône villages au Palais du vin

Le 2 novembre 1966, les vins de la commune eurent droit à postuler à l'appellation côtes-du-rhône villages. Ce décret à depuis été modifié le 12 février 1999.
En 2009, le Syndicat des Vignerons de Valréas organise un concours photo sur le thèmeVin et Patrimoine, dans toute l'Enclave des papes.

## Étymologie
Valeriacum, le domaine de Valère, n’est qu’une petite bourgade qui prend forme sous le règne de Charlemagne. Au siècle des Lumières, Valériacum devient Valérias, puis Valrias (Vaurias en provençal), traduit ensuite en Vaulréas ou Vauréas pour prendre son appellation actuelle au XIXe siècle.

## Situation géographique
Ce terroir fait partie de l'Enclave des Papes.

### Orographie
Ce terroir situé dans les Baronnies à une altitude moyenne de 245 mètres. Sa majeure partie est occupée par une plaine alluvionnaire, qui s'étend d'est en ouest, parsemée par quelques collines sédimentaires. Ces dernières s'élèvent généralement d'une cinquantaine de mètres au maximum au-dessus de la plaine environnante. On note un relief plus accidenté et boisé sur la partie sud, sud-est de la commune, aux alentours de la côte de Vinsobres avec une altitude maximale qui atteint les 532 mètres au lieu-dit Mourre de Broche.

### Géologie
Ce terroir viticole se trouve sur de la molasse burdigalienne appelée localement safre. Il est structuré en terrasses d'argile rouge plus ou moins caillouteuses.

### Climatologie
Ce terroir est situé dans la zone d’influence du climat méditerranéen. Les étés sont chauds et secs, liés à la remontée en latitude des anticyclones subtropicaux, entrecoupés d’épisodes orageux parfois violents. Cependant, l'enclave étant située au nord de la région PACA, quasiment à la limite Nord de la culture de l'olivier, certains préfèrent parler d'un climat méditerranéen à influence continentale. Le froid de l'hiver est donc plus important qu'au sud du département. La neige et la glace se voient souvent et le gel au printemps est redouté des vignerons et des paysans. Le climat de ce terroir est soumis à un rythme à quatre temps : deux saisons sèches (une brève en hiver, une très longue et accentuée en été), deux saisons pluvieuses, en automne (pluies abondantes et brutales) et au printemps. Sa spécificité est son climat méditerranéen qui constitue un atout exceptionnel :
- Le mistral assainit le vignoble ;
- La saisonnalité des pluies est très marquée ;
- Les températures sont très chaudes pendant l'été.

| Mois                                                             | Janv | Fév  | Mars | Avr  | Mai  | Juin | Juil | Août | Sept | Oct  | Nov  | Déc  | Année |
| ---------------------------------------------------------------- | ---- | ---- | ---- | ---- | ---- | ---- | ---- | ---- | ---- | ---- | ---- | ---- | ----- |
| Températures maximales moyennes (°C)                             | 8    | 10   | 15   | 17   | 22   | 26   | 29   | 29   | 24   | 19   | 12   | 9    | 17,3  |
| Températures minimales moyennes (°C)                             | 2    | 3    | 5    | 7    | 11   | 15   | 17   | 17   | 14   | 11   | 6    | 3    | 9,3   |
| Températures moyennes (°C)                                       | 4    | 6,5  | 10   | 12   | 16,5 | 20,5 | 23   | 23   | 19   | 15   | 9    | 5,5  | 13,3  |
| Moyennes mensuelles de précipitations (mm)                       | 41,8 | 27,5 | 27,2 | 60,9 | 49,9 | 33,2 | 33,3 | 29,1 | 68,5 | 92,3 | 68,7 | 40,9 | 573,3 |
| Source : Données climatologiques de Valréas (Vaucluse) 2000-2007 |      |      |      |      |      |      |      |      |      |      |      |      |       |

## Vignoble

### Présentation
Le vignoble s'étend sur la seule communes de Valréas. Il couvre 489 hectares et produit 18 061 hectolitres.

### Encépagement

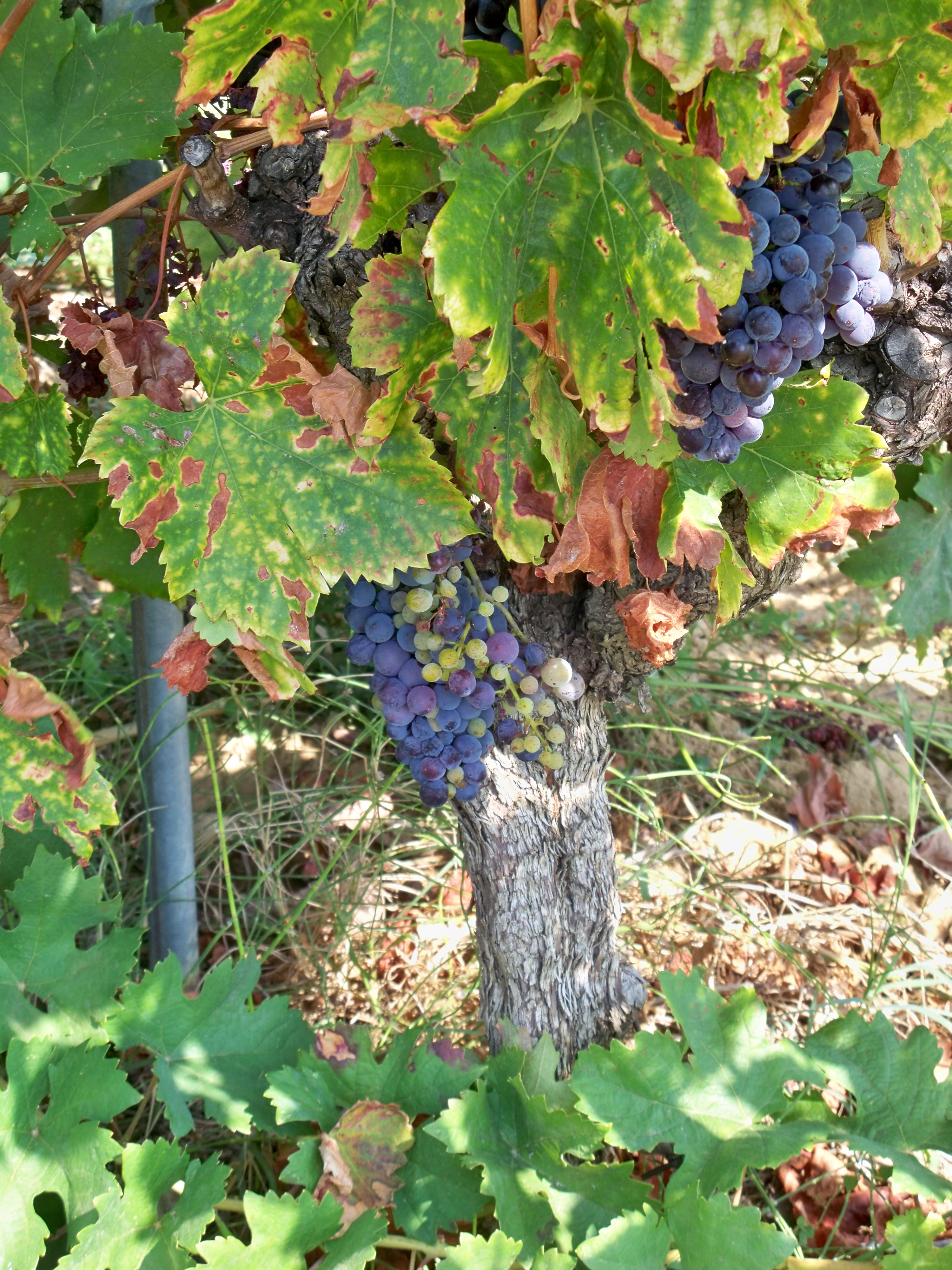
Cep de vigne à Valréas

Les rouges sont principalement faits à partir du grenache N, complété par de la syrah N, du mourvèdre N et accessoirement du brun argenté N (localement dénommé camarèse ou vaccarèse), du carignan N, du cinsaut N, de la counoise N, du muscardin N, du piquepoul noir N et du terret noir N. 
Les blancs sont principalement faits avec du grenache blanc B, de la clairette B, de la marsanne B, de la roussanne B, du bourboulenc B et du viognier B, complétés accessoirement par du piquepoul blanc B et de l'ugni blanc B.

### Méthodes culturales et réglementaires
Les vignes sont conduites en taille courte gobelet ou cordon), chaque cep devant comporter au maximum six coursons à deux yeux francs. Seul le viognier peut être mené en taille Guyot.

### Terroir et vins

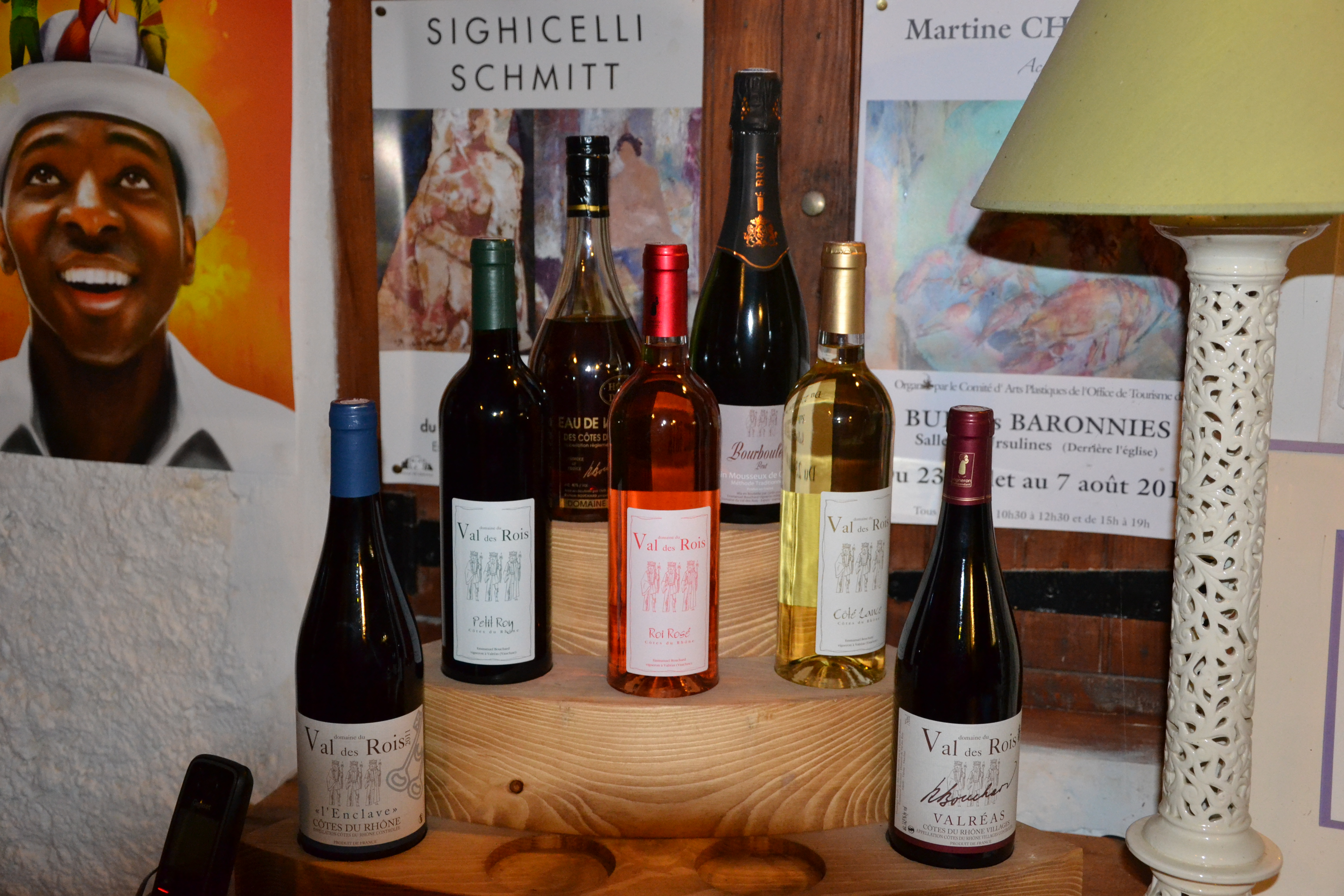
vins de Valréas

Sur ce terroir en terrasses, dont l'altitude moyenne tourne autour de 245 mètres, le mariage de cépages venus du sud comme le grenache, le mourvèdre, la clairette, le bourboulenc, avec ceux venus du nord, syrah, roussanne, marsanne, viognier, donne sa typicité des vins, grâce à un faible rendement de 37 hl/ha. Ce terroir viticole produit du vin rouge, vin rosé et du vin blanc. Le premier représente 98 % des vinifications.
Le vignoble est planté sur des coteaux exposés au Nord, au couchant et en altitude. Ce terroir possède une dominante argileuse, ce qui lui permet de conserver fraîcheur et humidité même en période estivale. Autre élément essentiel du terroir qui donne aux vins leur typicité, un air frais en provenance des Préalpes du Sud qui rafraîchit les vignes. Cette conjonction donne des vins rouges marqués par les fruits rouges (framboise, groseille, cassis) avec des arômes tout en finesse et en fraîcheur. Ses tannins soyeux lui procurent un grand potentiel de garde. Les blancs sont des vins gras et aromatiques.

### Les millésimes
Ils correspondent à ceux du vignoble de la vallée du Rhône. Ils sont notés : année exceptionnelle , grande année , bonne année ***, année moyenne **, année médiocre *.
| Caractéristiques | Article de qualité | ***                | ***                | Bon article        | Article de qualité | Bon article        | Bon article        | ***                | Bon article | Bon article        |
| Millésimes 1990 | 1999               | 1998               | 1997               | 1996               | 1995               | 1994               | 1993               | 1992               | 1991        | 1990               |
| Caractéristiques | ***                | ***                | **                 | ***                | Bon article        | **                 | **                 | **                 | ***         | Article de qualité |
| Millésimes 1980 | 1989               | 1988               | 1987               | 1986               | 1985               | 1984               | 1983               | 1982               | 1981        | 1980               |
| Caractéristiques | Article de qualité | Article de qualité | Bon article        | ***                | Article de qualité | **                 | Bon article        | ***                | Bon article | Article de qualité |
| Millésimes 1970 | 1979               | 1978               | 1977               | 1976               | 1975               | 1974               | 1973               | 1972               | 1971        | 1970               |
| Caractéristiques | Bon article        | Article de qualité | Bon article        | **                 | ***                | Bon article        | ***                | **                 | **          | Article de qualité |
| Millésimes 1960 | 1969               | 1968               | 1967               | 1966               | 1965               | 1964               | 1963               | 1962               | 1961        | 1960               |
| Caractéristiques | **                 | *                  | Article de qualité | Article de qualité | ***                | ***                | **                 | **                 | ***         | Article de qualité |
| Millésimes 1950 | 1959               | 1958               | 1957               | 1956               | 1955               | 1954               | 1953               | 1952               | 1951        | 1950               |
| Caractéristiques | Bon article        | Bon article        | Article de qualité | Bon article        | Bon article        | ***                | Bon article        | Article de qualité | **          | Article de qualité |
| Millésimes 1940 | 1949               | 1948               | 1947               | 1946               | 1945               | 1944               | 1943               | 1942               | 1941        | 1940               |
| Caractéristiques | Article de qualité | Article de qualité | Article de qualité | Bon article        | Article de qualité | **                 | Article de qualité | Bon article        | **          | **                 |
| Millésimes 1930 | 1939               | 1938               | 1937               | 1936               | 1935               | 1934               | 1933               | 1932               | 1931        | 1930               |
| Caractéristiques | *                  | Bon article        | Bon article        | ***                | **                 | Article de qualité | Article de qualité | **                 | **          | **                 |
| Millésimes 1920 | 1929               | 1928               | 1927               | 1926               | 1925               | 1924               | 1923               | 1922               | 1921        | 1920               |
| Caractéristiques | Article de qualité | Article de qualité | **                 | Bon article        | **                 | Bon article        | Bon article        | **                 | Bon article | Bon article        |
| Sources : Yves Renouil (sous la direction), Dictionnaire du vin, Éd. Féret et fils, Bordeaux, 1962 ; Alexis Lichine, Encyclopédie des vins et alcools de tous les pays, Éd. Robert Laffont-Bouquins, Paris, 1984, Les millésimes de la vallée du Rhône & Les grands millésimes de la vallée du Rhône |                    |                    |                    |                    |                    |                    |                    |                    |             |                    |

Soit sur 90 ans, 24 années exceptionnelles, 26 grandes années, 16 bonnes années, 22 années moyennes et 2 années médiocres.

### Structure des exploitations
La production viti-vinicole est assurée par une cave coopérative et quinze domaines indépendants.

### Type de vins et gastronomie
Les rouges évoluent des arômes de fruits à noyaux en leur prime jeunesse vers des notes de cuir et de truffes en vieillissant. Ce sont des vins de grande garde - dix ans et plus - traditionnellement conseillés sur du gibier et de la venaison et ils s'accordent parfaitement avec les daubes (avignonnaise ou provençale), les civets de chevreuil, de lièvre ou de sanglier et avec une gardianne de taureau. 
Le rosé, en fonction de sa vinification - par saignée ou par pressurage -  est à boire dans l'année pour garder sa fraîcheur et son fruité. C'est un vin à déguster à table avec les charcuteries et les fromages. Il s'accorde parfaitement avec la cuisine asiatique.
Le blanc, traditionnellement, est conseillé soit en apéritif, soit sur des poissons, coquillages et crustacés. Il se révèle parfait en accompagnement d'un fromage de chèvre.

### Commercialisation
La commercialisation, sur le marché intérieur, se fait à partir des CHR, cavistes, grande distribution, salons pour les particuliers et les professionnels. À l'exportation, les plus importants marchés se trouvent en Europe.

## Confrérie des Goutevins de l'Enclave des Papes

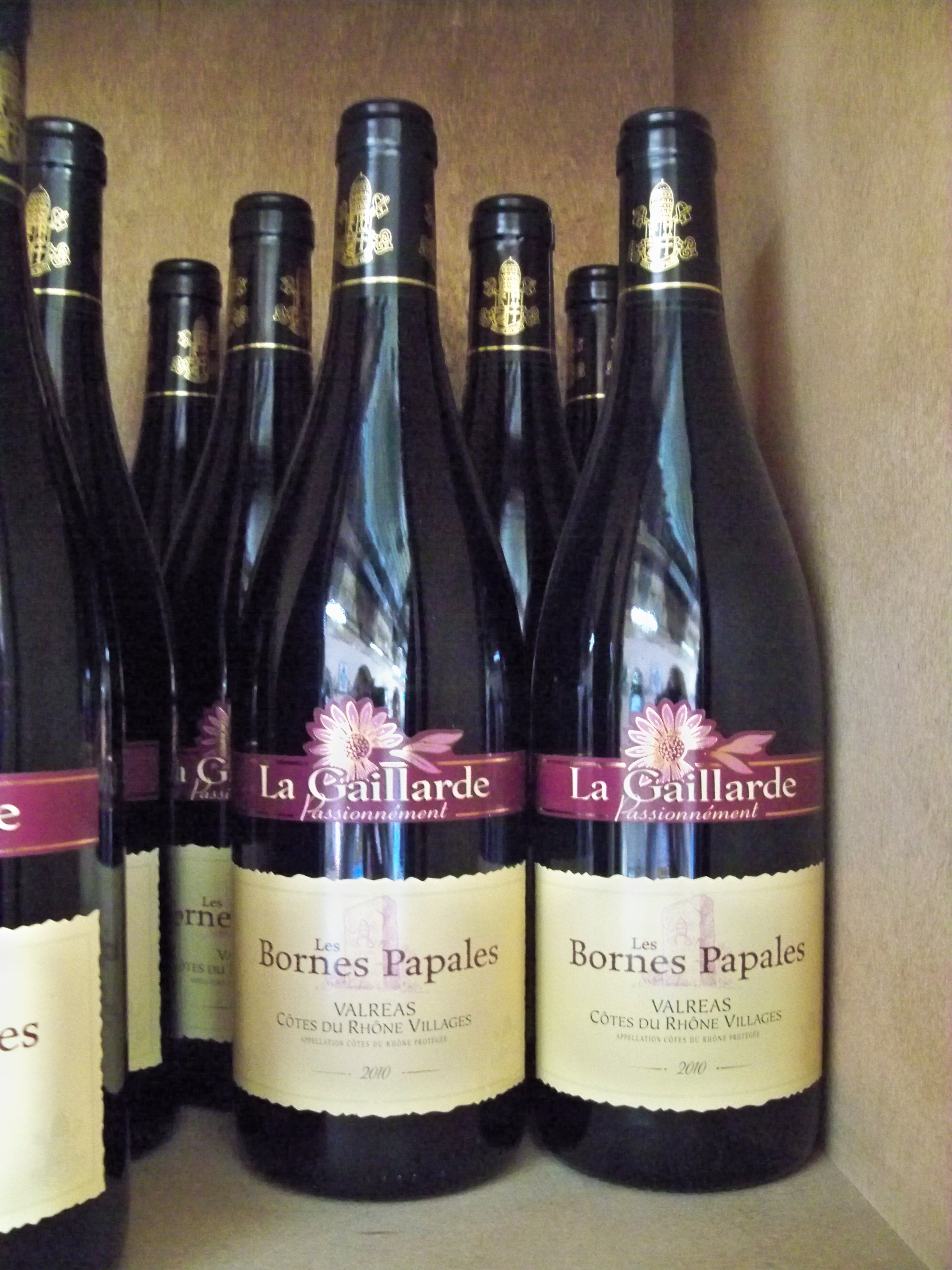
Cuvée bornes papales, rappelant la création de l'enclave des papes

### Légende historique
En 1316 l’élection du Pape s’éternisant sans majorité, Jacques DUEZE fut élu finalement vu son grand âge (75 ans) et sa mauvaise santé pour n’être qu’un Pape de transition. Il prit le nom de Jean XXII. Sur le chemin de retour vers Avignon il goutta un vin de Valréas que les vignerons avaient apporté en offrande et « s’en trouva aussitôt fort ragaillardi ». Il retrouva même une bonne santé et régna jusqu’à 89 ans d’une main de fer sur l’Église et le clergé, au grand dam des cardinaux. Pour disposer de ce vin « miraculeux » (et pour avoir une place-forte en avant-garde de ses territoires d’Avignon) il acheta le terroir de Valréas en 1317, puis les communes de Grillon, Richerenches (commanderie templière) et Visan. L’enclave des Papes était née. Après la Révolution ces communes restèrent attachées au Vaucluse, formé essentiellement des terres pontificales, bien qu'enfermées dans la Drôme. De nos jours, ces 4 communes forment le canton de Valréas et représentent la plus grosse enclave administrative et géographique de France. Cette notion d’enclave est restée très chère à tous ses habitants, et en particulier aux descendants des vignerons guérisseurs de Jean XXII, dépositaires du terroir et continuateurs du savoir-faire ancestral. Ce que rappelle et défend la Confrérie des Goutevins de l’Enclave des Papes.

### La Confrérie

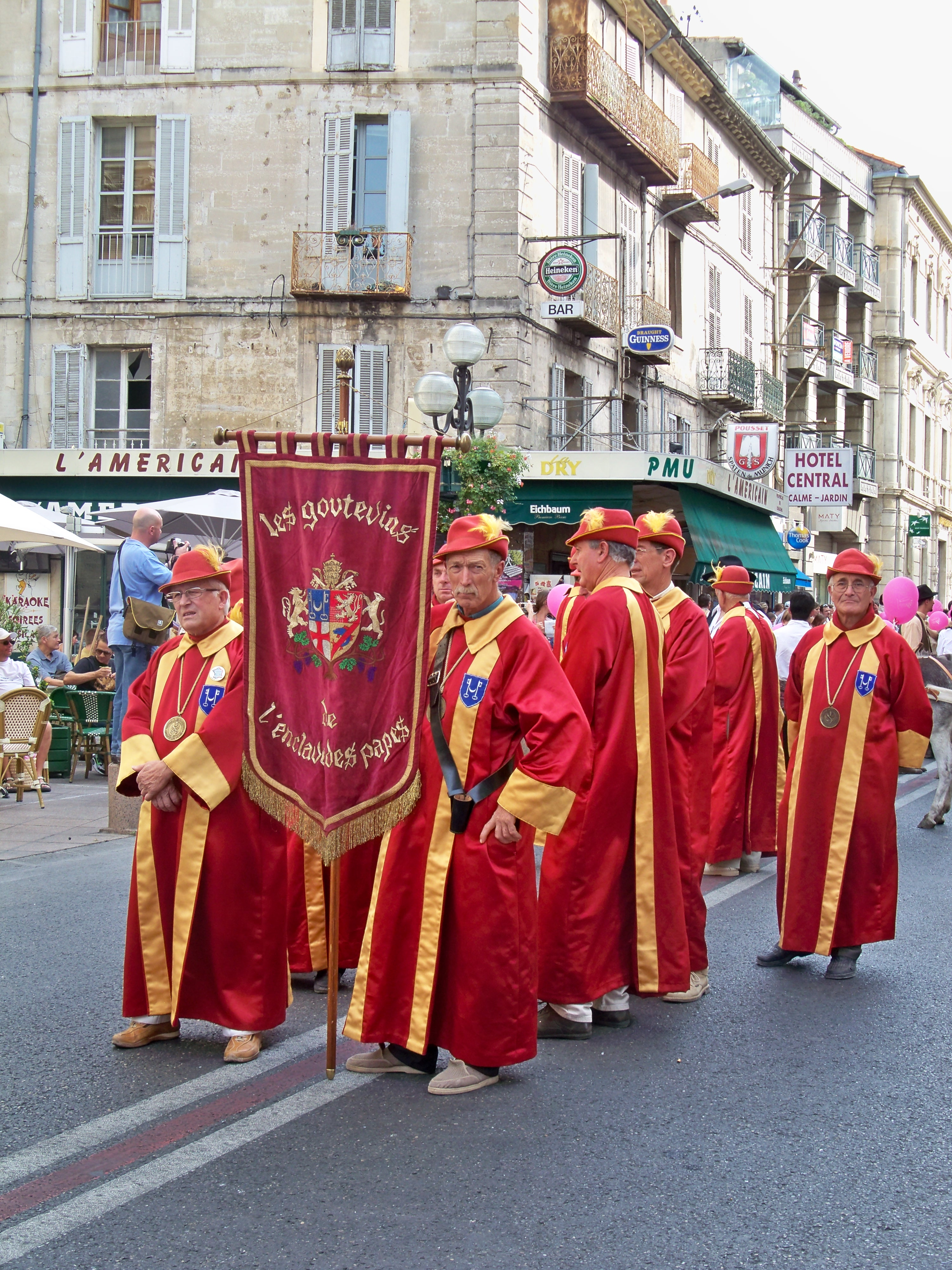
Goutevins de l'Enclave des Papes.

La Confrérie des Goutevins de l'Enclave des Papes est une association loi de 1901 fondée le 7 août 1988. 
Selon l'article 2 des statuts de la Confrérie, celle-ci a pour but de « faire vivre et perpétuer une culture vigneronne dans l'Enclave des papes; de soutenir toutes initiatives et effectuer toutes démarches pour la promotion de nos vins, la connaissance de notre terroir et de ses vignerons dans tout lieu jugé adéquat par le conseil du terroir; de rechercher sur les plans culturels, sociaux, économiques ou divers qui permettent de faire connaitre, apprécier et aimer les sites, les monuments, les traditions, les coutumes des villages de l'Enclave des papes, en liaison avec l'office de tourisme et autres associations qui œuvreraient dans le même but; d'ajouter à celles déjà existantes une tradition vigneronne et vinique spécifique à notre terroir; d'entretenir et développer entre les membres de la Confrérie et ses sympathisants l'entraide, la générosité, le dévouement pour le culte du bon vin par l'amour du travail bien fait. »
La tenue des membres de la confrérie est de couleur sang et or, et leur devise est La passioun de bèn faire per lou plési d'où bèn béure, provençal pour « La passion de bien faire pour le plaisir du bien boire ». 
Ils participent à diverses manifestations, comme la Fête des vins de Valréas le 1er dimanche d'août, la fête des vins primeurs de l'Enclave des Papes à Valréas le 3e vendredi de novembre, ou encore au Ban des Vendanges à Avignon et beaucoup d'autres manifestations locales, régionales ou nationales.
Grand Chambelland et Cérémoniaire : Gérard CONIL
Grand Maître : André BONNEFOI (Domaine Ferme Eydoux)
Grand Argentier : Léo ROUSSIN (Domaine de la Fuzière)

## Les principaux producteurs de l'appellation
- Domaine du Séminaire (AB)

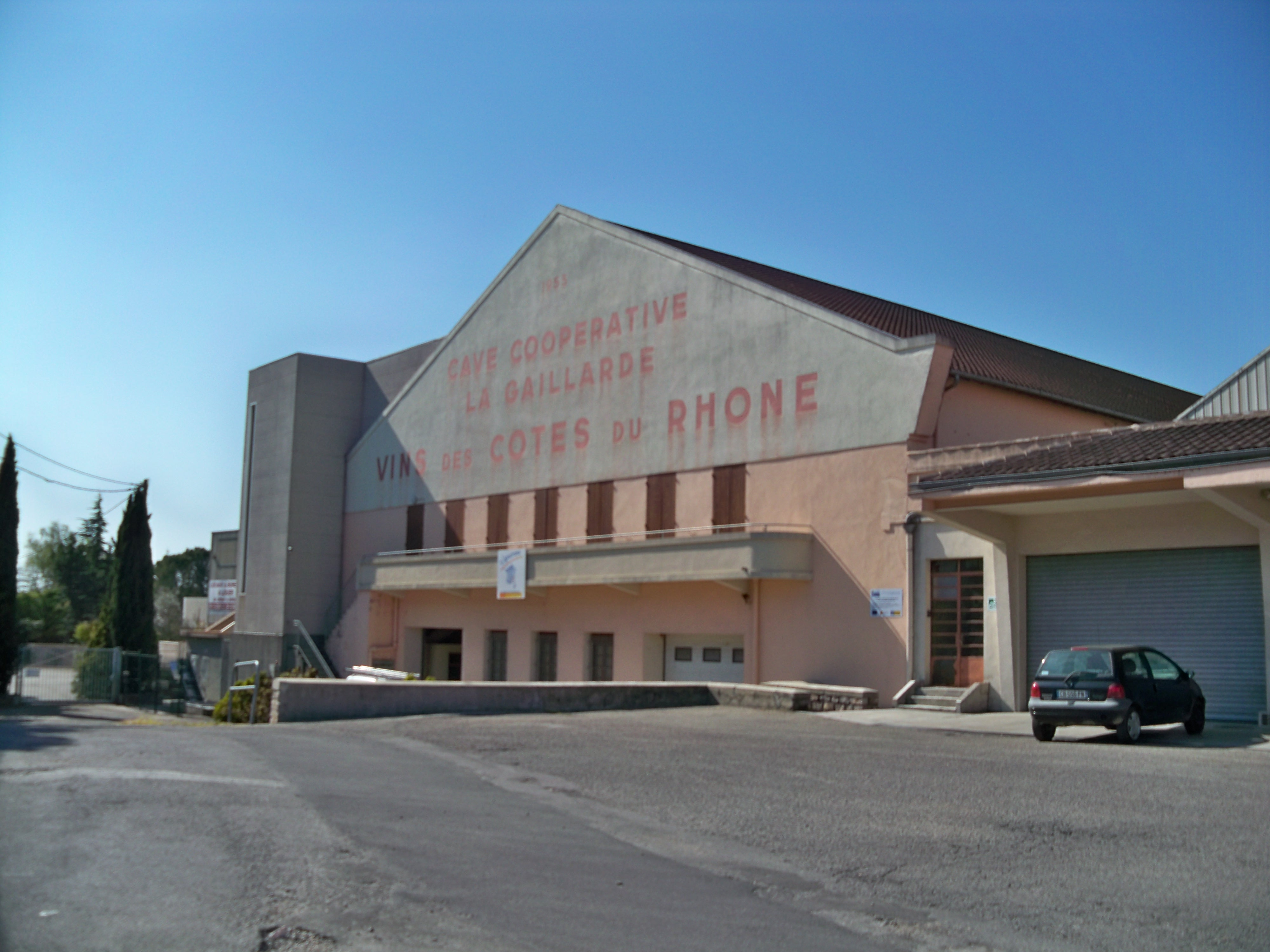
Cave la Gaillarde

- Domaine de L'Eusière - Gérard et Philippe Rey
- Cave la Gaillarde
- Château Notre-Dame des Veilles
- Domaine du Val des Rois
- Domaine Léo Roussin
- Domaine Caroline Bonnefoy (AB)
- Domaine François Barnier
- Domaine Bernard Bizard
- Domaine René Ours
- Mas Saint-Victor
- Caveau Saint-Jean
- Ferme Cassillac
- Cave Grangeon, Clos de l'Auberte
- Domaine de la Deydière
- Domaine de Lumian (AB)
- Domaine de la Prévosse
- Domaine Eric Barnel
- Domaine des Grands Devers

### Caveaux de dégustation

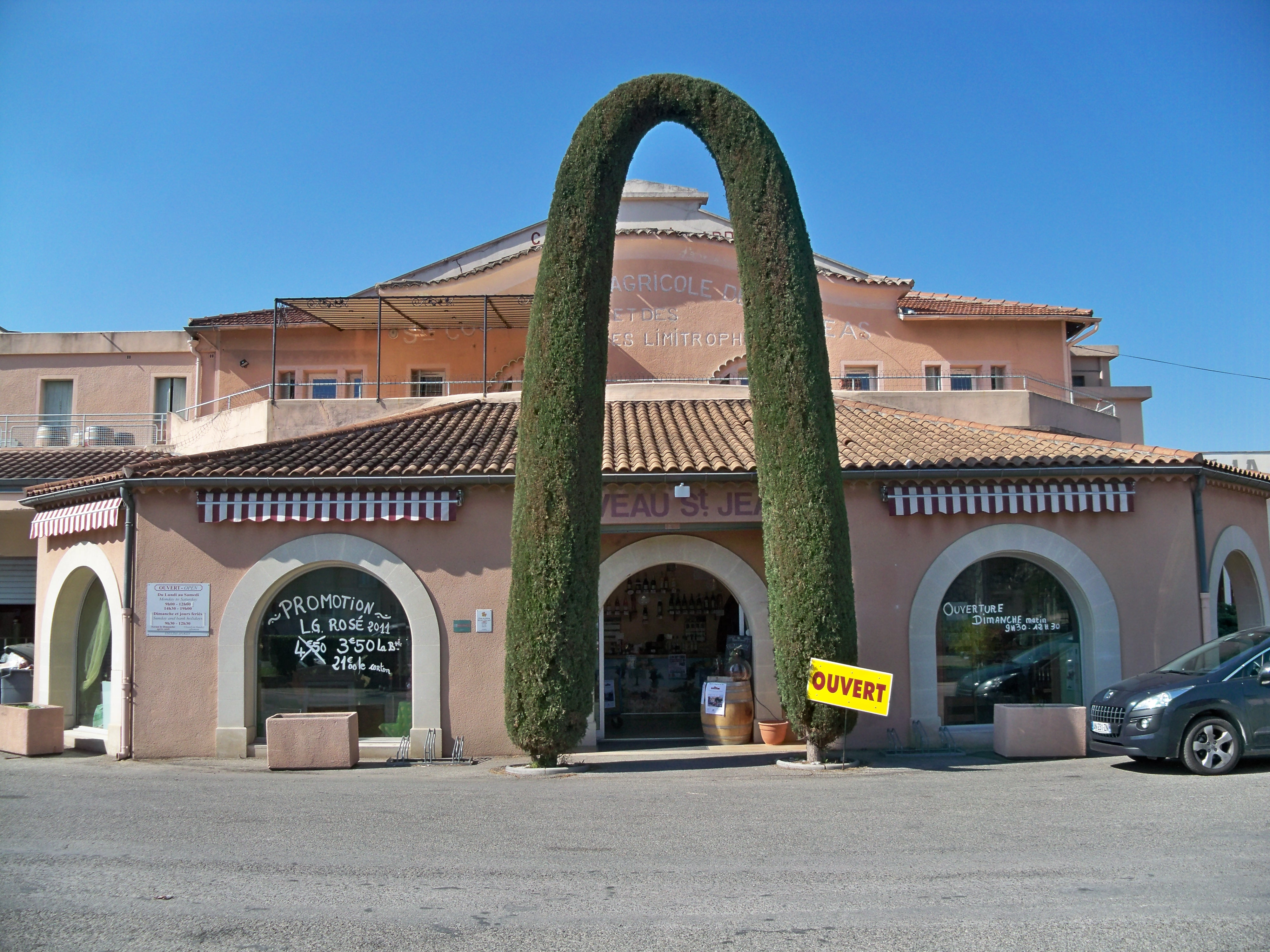
Caveau Saint-Jean

Une charte de qualité, à laquelle adhèrent caves et domaines de Valréas, a été mise en place dans la vallée du Rhône par Inter Rhône. Elle propose trois catégories différentes d'accueil en fonction des prestations offertes par les professionnels. 
La première - dite accueil de qualité - définit les conditions de cet accueil. Un panneau à l'entrée doit signaler que celui-ci est adhérent à la charte. Ce qui exige que ses abords soient en parfait état et entretenus et qu'il dispose d'un parking proche. L'intérieur du caveau doit disposer d'un sanitaire et d'un point d'eau, les visiteurs peuvent s'asseoir et ils ont de plus l'assurance que locaux et ensemble du matériel utilisé sont d'une propreté irréprochable (sols, table de dégustation, crachoirs, verres).
L'achat de vin à l'issue de la dégustation n'est jamais obligatoire. Celle-ci s'est faite dans des verres de qualité (minimum INAO). Les vins ont été servis à température idéale et les enfants se sont vu proposer des jus de fruits ou des jus de raisin. Outre l'affichage de ses horaires et des permanences, le caveau dispose de fiches techniques sur les vins, affiche les prix et offre des brochures touristiques sur l'appellation. 
Caveaux à Valréas

Caveau de dégustation à Valréas
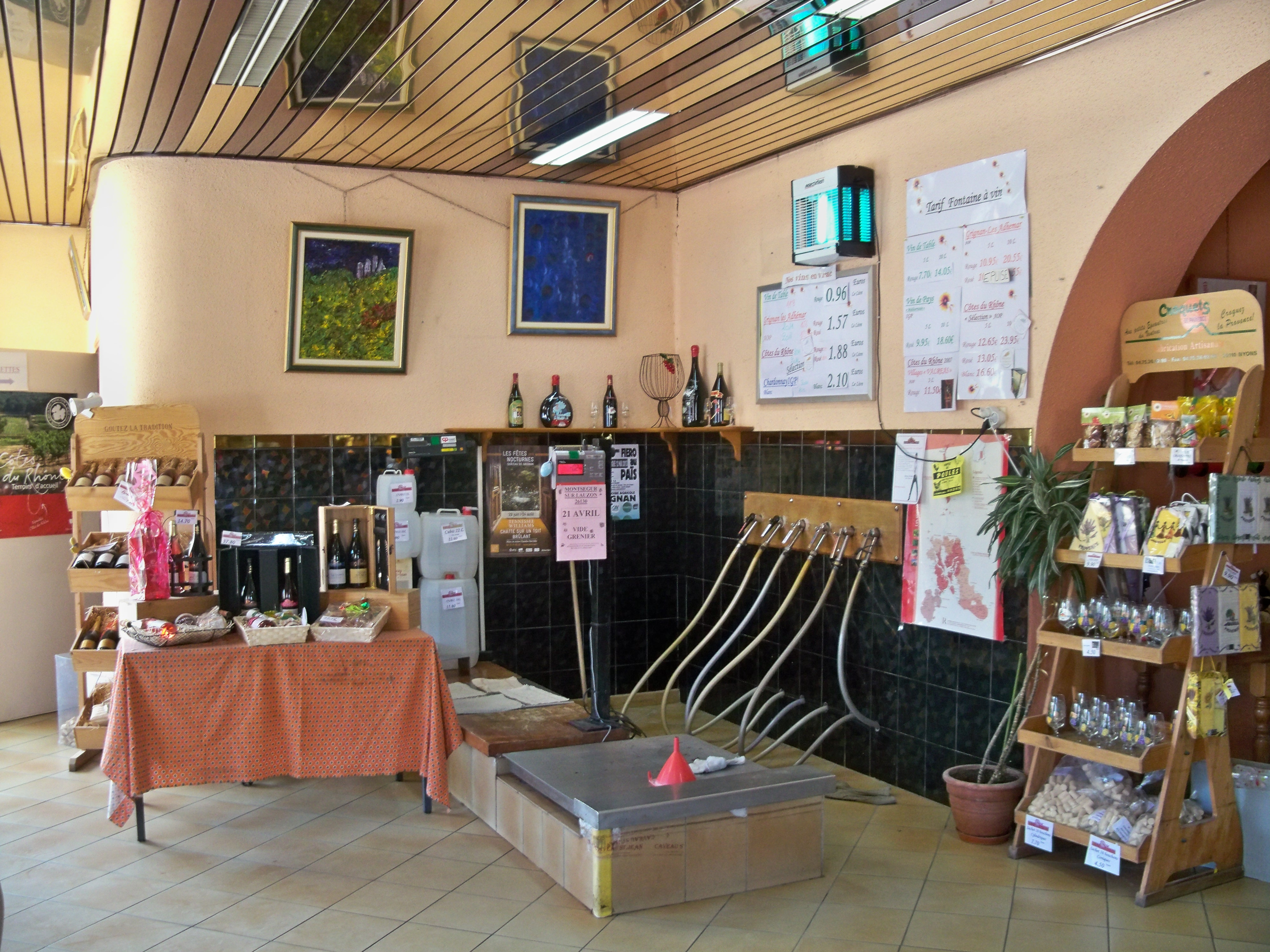
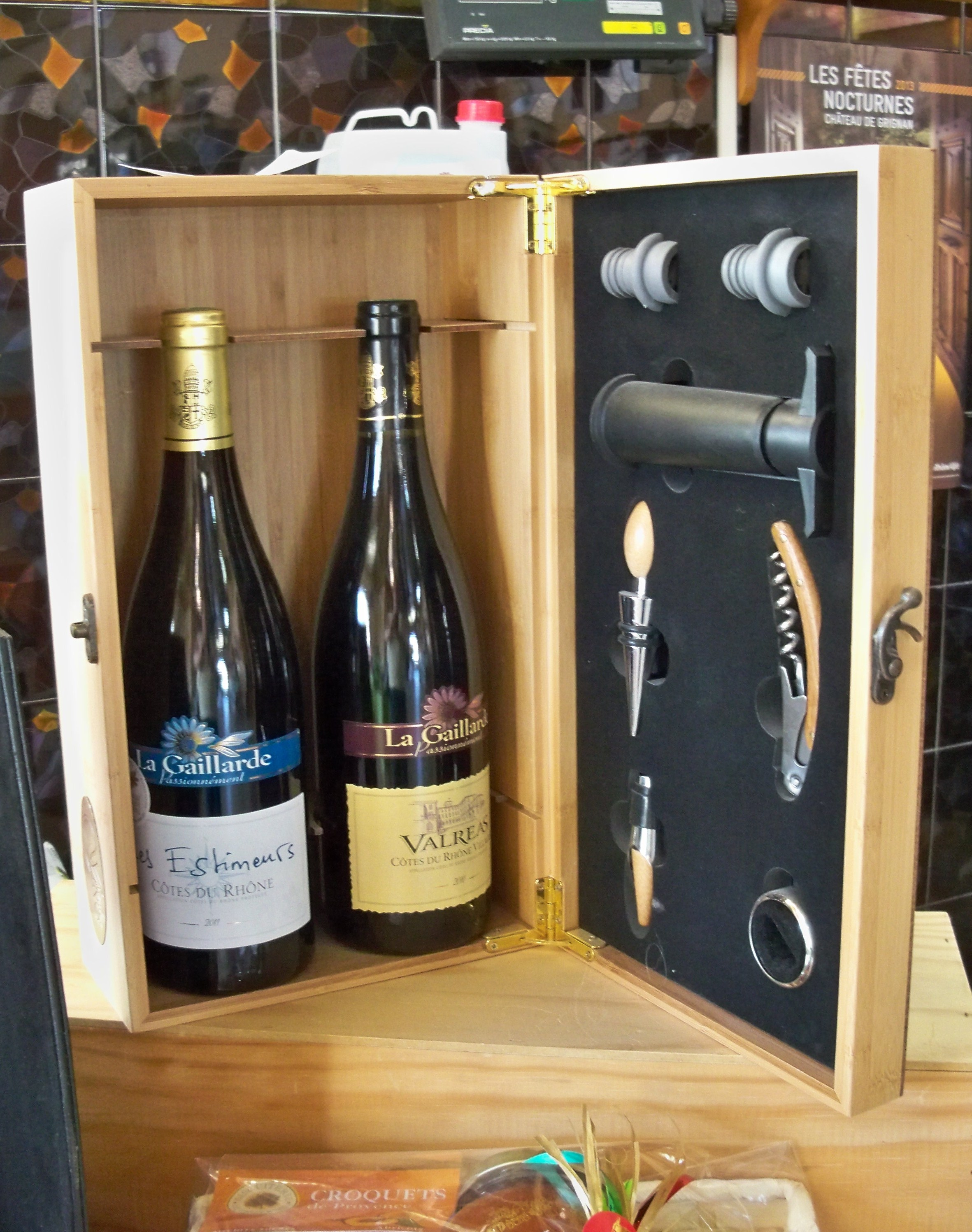
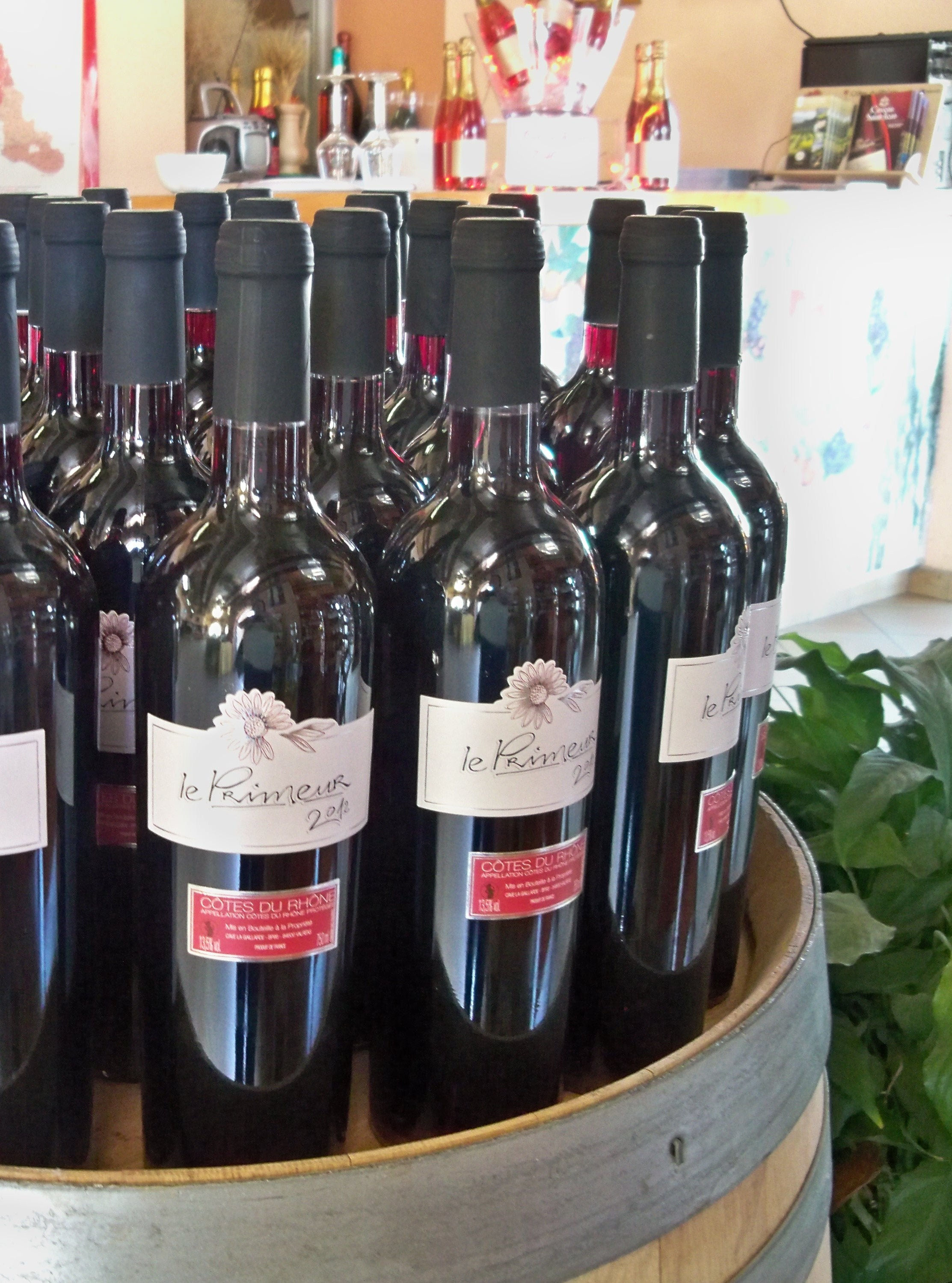
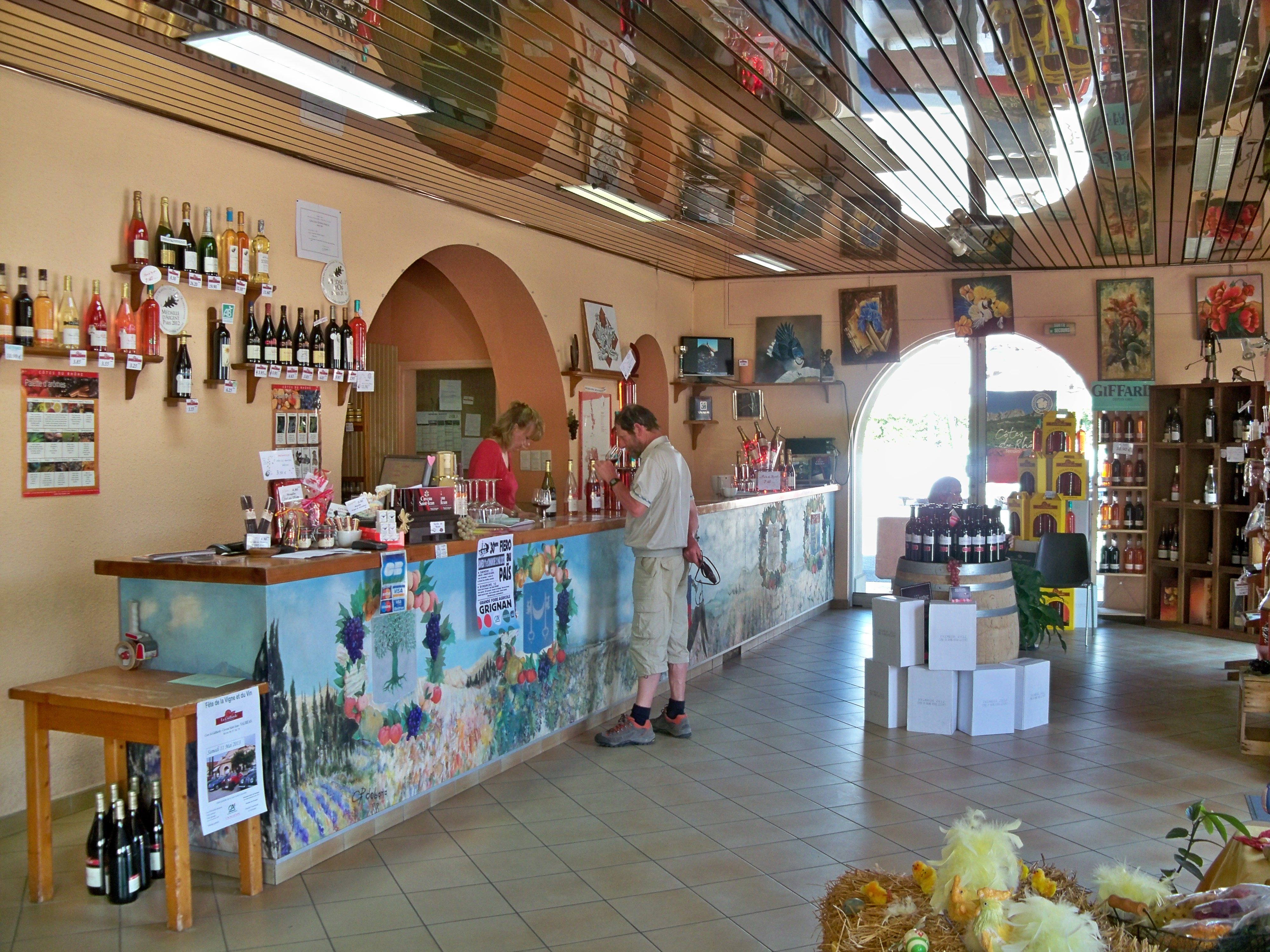

La seconde - dite accueil de service - précise que le caveau est ouvert cinq jours sur sept toute l'année et six jours sur sept de juin à septembre. La dégustation se fait dans des verres cristallins voire en cristal. Accessible aux personnes à mobilité réduite, il est chauffé l'hiver et frais l'été, de plus il dispose d'un éclairage satisfaisant (néons interdits). Sa décoration est en relation avec la vigne et le vin, une carte de l'appellation est affichée. Il dispose d'un site internet et fournit à sa clientèle des informations sur la gastronomie et les produits agroalimentaires locaux, les lieux touristiques et les autres caveaux adhérant à la charte. Des plus les fiches techniques sur les vins proposés sont disponibles en anglais
Caveaux à Valréas
La troisième - dite accueil d'excellence - propose d'autres services dont la mise en relation avec d'autres caveaux, la réservation de restaurants ou d'hébergements. Le caveau assure l'expédition en France pour un minimum de vingt-quatre bouteilles. Il dispose d'un site Internet en version anglaise et le personnel d'accueil parle au moins l'anglais.
Caveaux à Valréas

## La place de Valréas parmi les côtes-du-rhône villages
| Dénominations              | Surface et production | Surface et production | Communes ayant droit à une des dénominations géographiques                            |
| Dénominations              | hectares              | hectolitres           | Communes ayant droit à une des dénominations géographiques                            |
| -------------------------- | --------------------- | --------------------- | ------------------------------------------------------------------------------------- |
| Cairanne                   | 760                   | 24 540                | Cairanne                                                                              |
| Chusclan                   | 259                   | 9 576                 | Chusclan, Orsan, Bagnols-sur-Cèze, Codolet, Saint-Étienne-des-Sorts                   |
| Laudun                     | 298                   | 11 315                | Laudun, Saint-Victor-la-Coste, Tresques                                               |
| Massif-d'uchaux            | 178                   | 5 830                 | Lagarde-Paréol, Mondragon, Piolenc, Uchaux et une partie de Sérignan-du-Comtat        |
| Plan-de-dieu               | 367                   | 2 851                 | Camaret-sur-Aigues, Jonquières, Travaillan, Violès                                    |
| Puyméras                   | 81                    | 3 243                 | Mérindol-les-Oliviers, Mollans-sur-Ouvèze, Faucon, Saint-Romain-en-Viennois, Puyméras |
| Roaix                      | 96                    | 3 176                 | Roaix                                                                                 |
| Rochegude                  | 135                   | 4 462                 | Rochegude                                                                             |
| Rousset-les-vignes         | 52                    | 2 041                 | Rousset-les-Vignes                                                                    |
| Sablet                     | 230                   | 8 163                 | Sablet                                                                                |
| Saint-gervais              | 137                   | 5 019                 | Saint-Gervais                                                                         |
| Saint-maurice-sur-eygues   | 136                   | 4 982                 | Saint-Maurice-sur-Eygues                                                              |
| Saint-pantaléon-les-vignes | 61                    | 2 037                 | Saint-Pantaléon-les-Vignes                                                            |
| Séguret                    | 268                   | 9 176                 | Séguret                                                                               |
| Signargues                 | 600                   | 18 000                | Domazan, Estézargues, Rochefort-du-Gard, Saze                                         |
| Valréas                    | 479                   | 16 883                | Valréas                                                                               |
| Visan                      | 419                   | 14 510                | Visan                                                                                 |